# اغبالو (اداو شقرا)
اغبالو هو دُوَّار يقع بجماعة إفران أطلس الصغير، إقليم كلميم، جهة كلميم واد نون في المملكة المغربية. ينتمي الدوّار لمشيخة اداو شقرا التي تضم 13 دوار. يقدر عدد سكانه بـ 511 نسمة حسب الإحصاء الرسمي للسكان والسكنى لسنة 2004.

## روابط خارجية
- البوابة الوطنية للجماعات الترابية
- المندوبية السامية للتخطيط